# Битка при Инчон
Битката при Инчон (кодово име „Операция Хромит“) е решителна нападателна операция по време на Корейската война.
Битката започва на 15 септември 1950 г. и завършва приблизително на 28 септември. При операцията американската морска пехота, командвана от генерал Дъглас Макартър, превзема град Инчон и нарушава контрола на севернокорейците в района на Пусан чрез поредица от десанти на вражеска територия. Битката при Инчон прекъсва поредицата победи на Севернокорейската народна армия (СКНА) и поставя началото на контраофанзива на силите на Организацията на обединените нации (ООН), която довежда до превземането на Сеул. Настъплението на север е спряно, когато китайската Народна доброволческа армия влиза в конфликта на страната на Северна Корея и побеждава силите на ООН в битката при Чосинския язовир.

## Планиране
Идеята за десант на силите на ООН при Инчон е предложена от Макартър, след посещението му на корейския фронт на 29 юни 1950 г. – 4 дни след началото на войната. Той смята, че севернокорейската армия ще отблъсне южнокорейците далеч отвъд Сеул. Макартър решава, че изтощените, деморализирани и зле екипирани южнокорейци не могат да удържат натиска на СКНА, дори с американски подкрепления. Той смята, че може да преобърне нещата с решително придвижване на войски зад фронта на противника, и се надява, че десант край Инчон ще му позволи да възвърне Сеул – столицата и важна комуникационна точка.
Първоначално планът е посрещнат със скептицизъм, заради сериозната естествена и изкуствена защитеност на Инчон. Достъпът до Инчон се осъществява чрез два ограничени водни пътя, които лесно могат да бъдат минирани. Течението в тях също е опасно бързо – три до осем възела. Мястото за акостиране е малко, а пристанището е оградено от високи диги. Тези проблеми принуждават генерал Макартър да изостави своя пръв план „Операция Блухарт“, предвиждащ десант през юли 1950 г.
Въпреки всички препятствия, през септември Макартър предлага преработен план за нападение срещу Инчон – План 100-B с кодово име Операция Хромит. Има предложения за алтернативни места на десанта, например Кунсан, но Макартър успява да се наложи с аргумента, че противникът няма да очаква нападение в силно укрепения Инчон, а евентуален успех би предотвратил тежка зимна кампания.

## Преди десанта
Една седмица преди главната атака срещу Инчон, при обща разузнавателна операция на ЦРУ и военното разузнаване с кодово име Труди Джексън, екип партизани е изпратен в района. Групата дебаркира на Йонхун-до (Yonghung-do) – остров във входа на пристанището, и установява връзка с основните сили. С помощта на местни жители, партизаните събират информация за приливите, тинестите брегове, дигите и вражеските фортификации. Най-големият успех на мисията е възстановяването на фара на Палми-до (Palmi-do).
С наближаването на десантните групи крайцери и разрушители обстрелват Уолми-до (Wolmi-do) и проверяват за мини 1-вия от двата канала. Тези действия са първото участие на канадските въоръжени сили в Корейската война. Артилерийските и въздушни нападения подсказват на севернокорейците, че предстои десант, но севернокорейският командващ в Уолми-до уверява висшестоящите, че ще отблъсне противника в морето.

## Десантът

### Зеленият плаж
На 15 септември 1950 г., в 6:30 сутринта, първите части на американския X корпус достигат Зеления плаж от северната страна на остров Уолми-до. Десантната част се състои от един батальон и 9 танка M26 Пършинг. Един от танковете е оборудван с огнехвъргачка, а 2 – с булдозерни гребла. Бойната група е стоварена със специални кораби за танкови десанти, разработени по време на Втората световна война. До обяд целият остров е завзет с цената на по-малко от 20 жертви. Убити са над 200 севернокорейци, а още 136 са пленени. Частите на Зеления плаж трябва да изчакат до 19:50 ч., когато приливът позволява дебаркирането на следващата група. През това време се провежда силен обстрел и бомбардиране, както и противотанково миниране на единствения мост, свързващ острова със сушата, за да се предотврати контраатака на севернокорейците. Втората вълна от десанти се провежда на Червения и Синия плаж.
Севернокорейската армия не очаква нападение в Инчон. След щурмуването на Зеления плаж севернокорейското командване смята, може би заради действията на американското контраразузнаване, че основното нападение ще се проведе при Кунсан. В резултат на това към Инчон са отправени малки сили и дори те пристигат твърде късно, след като силите на ООН превземат Синия и Червения плаж. Севернокорейските части, разположени първоначално в Инчон, са отслабени от партизаните, а бомбардировките с напалм унищожават основните складове с боеприпаси.

### Червеният плаж
Силите на Червения плаж, състоящи се от един полк морска пехота, използват стълби, за да се прехвърлят през дигите. След неутрализирането на севернокорейската защита, те освобождават пътя към Уолми-до, позволявайки на танковете от Зеления плаж да влязат в боя. Жертвите от американска страна на Червения плаж са 8 убити и 28 ранени.

### Синият плаж
Един полк от морската пехота дебаркира на Синия плаж, сравнително отдалечен на юг от другите две места на десанта. При наближаването на брега севернокорейската артилерия потапя десантен кораб, но обстрел от разрушители и бомбардировка прекратяват дейността ѝ. Когато десантът се осъществява, севернокорейските сили в Инчон вече са се предали, така че частите на Синия плаж не срещат сериозна съпротива, а жертвите са едва няколко души. Те прекарват по-голямата част от времето си в укрепване на плацдарма и подготовка за настъпление във вътрешността.

## Последици

### Плацдарм
Веднага след пресичането на севернокорейската съпротива в Инчон започва прехвърлянето на доставки и подкрепления. Инженерни части прочистват водата от отломки и изграждат понтонен кей, използван за разтоварването на останалите десантни кораби.
В документи, писани от Ким Ир Сен и открити от силите на Организацията на обединените нации след десанта, се казва: „Първоначалният план беше да приключим войната за месец, не можем да се справим с 4 американски дивизии... Бяхме изненадани, когато се намесиха силите на ООН и американската авиация и флот.“
На 16 септември севернокорейците, осъзнали грешката си, изпращат 6 колони танкове „Т-34“ към предмостието. Те са бомбардирани и голяма част от тях са унищожени. Бърза контраатака на американските танкови части унищожава остатъка от севернокорейската бронирана дивизия и открива пътя за превземането на Инчон.
На 19 септември американските инженерни части възстановяват железопътната линия на 13 км навътре в сушата. Превзето е летището Гимпо (Gimpo). Флотът продължава да доставя припаси и подкрепления. До 22 септември са разтоварени 6629 коли и 53 882 войници, както и 23 000 т припаси.

### Сухопътна война
За разлика от бързата победа при Инчон, походът към Сеул е бавен и кървав. СКНА започва нова атака с Т-34, която е спряна и унищожена. Предприети са бомбардировки на пристанището на Инчон със самолети Як, но пораженията са незначителни. Севернокорейците се опитват да забавят настъплението на ООН, за да спечелят време за укрепването на Сеул. По това време командването на „Операция Хромит“ преминава към генерал-майор Едуард Алмънд. Неговата цел е да превземе Сеул до 25 септември, точно 3 месеца след началото на войната. На 22 септември морската пехота влиза в града и, срещайки добре укрепения противник, започва обсада. Жертвите нарастват, докато двете страни са ангажирани в градски боеве. На 25 септември Алмънд обявява Сеул за освободен, въпреки че в северните предградия още се чуват престрелки и артилерийски огън.
На 28 септември севернокорейците окончателно се предават. Последните остатъци от севернокорейски войски в Южна Корея са разгромени при Пусан. От 70 000 войници на СКНА в района на Пусан повече от половината са убити или пленени. Останалите 30 000 души се изтеглят зад 38-ия паралел, изтощени и деморализирани. Съюзническото настъпление на север продължава, докато Китай не изпраща свои войски в подкрепа на Северна Корея.

### В масовата култура
Битката при Инчон е отразена във филма Инчон, който няма особен успех и предизвиква спорове във връзка с това, че е финансиран частично от Сун Мюн Мун (Sun Myung Moon).